# 9191 Хокуто
9191 Хокуто (9191 Hokuto) — астероїд головного поясу, відкритий 13 грудня 1991 року.
Тіссеранів параметр щодо Юпітера — 3,375.